# Brama Halle
Brama Halle (nid. Hallepoort; fr. Porte de Hal) – średniowieczna brama miejska stanowiąca część drugiego obwodu murów miejskich Brukseli.

## Historia
Nazwa pochodzi od miasta Halle w Brabancji Flamandzkiej, położonego na południowy zachód od Brukseli, w stronę którego brama jest zorientowana. Zbudowana w 1381, w swej pierwotnej postaci zawierała bronę i most zwodzony nad otaczającą fosą.
Jest jedyną z ośmiu dawnych bram miejskich Brukseli (pozostałe to: brama Laeken, Flandryjska, Anderlecht, Namur, Leuven, Schaerbeek oraz Kanałowa), która przetrwała do dziś - w czasie wyburzania fortyfikacji służyła bowiem jako więzienie wojskowe. Inne funkcje, jakie pełniła w swej historii to dom celny, skład zboża oraz kościół luterański.
W 1847 brama stała się częścią Musée Royal d'Armures, d'Antiquités et d'Ethnologie przemianowanego później na Królewskie Muzea Sztuki i Historii.
W latach 1868–1870 architekt Hendrik Beyaert zajmując się renowacją obiektu i adaptacją dla celów muzealnych, nadał budynkowi - zwłaszcza w wystroju zewnętrznym - charakter neogotyckiego zamku.
Po 1889 brama nie mieściła już całości kolekcji, w związku z czym pozostawiono w niej jedynie broń i zbroje, pozostałe zaś eksponaty przeniesiono do nowo utworzonego Królewskiego Muzeum Sił Zbrojnych i Historii Militarnej.
W 1976 budynek ze względu na zły stan został zamknięty dla publiczności. Od 1991 mieścił jedynie wystawy czasowe. W 2008 zakończyła się trwająca przez rok pełna renowacja budynku i od tego czasu muzeum jest dostępne dla zwiedzających. Znajdują się w nim eksponaty związane z historią budynku, Brukseli i jej obronności. Kolekcja zawiera zbroję paradną arcyksięcia Albrechta, namiestnika Niderlandów.